# Selaincourt
Selaincourt är en kommun i departementet Meurthe-et-Moselle i regionen Grand Est (tidigare regionen Lorraine) i nordöstra Frankrike. Kommunen ligger i kantonen Colombey-les-Belles som tillhör arrondissementet Toul. År 2022 hade Selaincourt 187 invånare.

## Befolkningsutveckling
Antalet invånare i kommunen Selaincourt
| Referens: INSEE |